# Chaetocneme critomedia
Chaetocneme critomedia là một loài bướm ngày thuộc họ Hesperiidae. Nó được tìm thấy ở Indonesia (Irian Jaya, Maluku), New Guinea và Úc.
Sải cánh dài khoảng 50 mm.
Ấu trùng ăn various plants, bao gồm Blephocarya involucrigera, Annona reticulata, Mallotus polyadenos, Neolitsea dealbata, Syzygium bamagense and Commersonia bartramia.

## Phụ loài
- Chaetocneme critomedia critomedia (Indonesia)
- Chaetocneme critomedia sphinterifera (Cape York, Úc)